# Ranelagh (metropolitana di Parigi)
Ranelagh è una stazione della linea 9 della metropolitana di Parigi.

## La stazione
La stazione venne aperta nel 1922 ed il suo nome ricorda lord Ranelagh, pari d'Inghilterra, amante della musica, fece edificare una rotonda per i concerti nel parco di sua proprietà nel quartiere londinese di Chelsea nel 1750. Una costruzione analoga venne autorizzata nel prato de la Muette nel 1774. L'impianto fu molto alla moda sotto il regno di Maria Antonietta, ma anche sotto il Direttorio, e la Restaurazione. Venne demolito nel 1858 a seguito della ristrutturazione del Bois de Boulogne. Un giardino pubblico di sei ettari è stato creato nel 1860 dal barone Haussmann in onore di Lord Ranelagh il giardino del Ranelagh.
La stazione è ubicata all'incrocio fra la rue du Ranelagh e l'avenue Mozart, nel quartiere detto "du Ranelagh".

## Interconnessioni
- Bus RATP - 22, 52